# Çanakkale Belediye Spor Kulübü 2015-2016
Questa voce raccoglie le informazioni riguardanti il Çanakkale Belediye Spor Kulübü nelle competizioni ufficiali della stagione 2015-2016.

## Organigramma societario
Area direttiva
- Presidente: İsmet Güneşhan

Area tecnica
- Allenatore: Üzeyir Özdurak
- Allenatore in seconda: Volkan Güç
- Assistente allenatore: Ceyhun Persek
- Scoutman: Aykut Aydın

## Rosa
| N° | Nome              | Ruolo | Data di nascita | Nazionalità sportiva |
| -- | ----------------- | ----- | --------------- | -------------------- |
| 1  | Wilma Salas       | S     | 9 marzo 1991    | Cuba                 |
| 2  | Nefize Gaffaroğlu | S     | 8 agosto 1992   | Turchia              |
| 3  | Gwendolyn Rucker  | C     | 28 aprile 1990  | Stati Uniti          |
| 5  | Tuğçe Atıcı       | P     | 27 marzo 1989   | Turchia              |
| 6  | Derya Çayırgan    | L     | 9 ottobre 1987  | Turchia              |
| 7  | Selin Uygur       | C     | 18 agosto 1992  | Turchia              |
| 9  | Ebru Ceylan       | S     | 26 maggio 1987  | Turchia              |
| 10 | Ana Starčević     | S     | 24 marzo 1986   | Croazia              |
| 12 | Şule Yetimoğlu    | L     | 5 gennaio 1992  | Turchia              |
| 13 | Hande Korkut      | C     | 28 ottobre 1990 | Turchia              |
| 16 | Cemre Erol        | S     | 18 maggio 1992  | Turchia              |
| 17 | Ceren Kestirengöz | O     | 19 luglio 1993  | Turchia              |
| 18 | Duygu Düzceler    | P     | 6 aprile 1990   | Turchia              |

## Statistiche

### Statistiche di squadra
| Competizione     | Punti | In casa | In casa | In casa | In trasferta | In trasferta | In trasferta | Totale | Totale | Totale |
| Competizione     | Punti | G       | V       | P       | G            | V            | P            | G      | V      | P      |
| ---------------- | ----- | ------- | ------- | ------- | ------------ | ------------ | ------------ | ------ | ------ | ------ |
| Voleybol 1. Ligi | 28    | 11      | 5       | 6       | 11           | 4            | 7            | 28     | 13     | 15     |
| Totale           | -     | 11      | 5       | 6       | 11           | 4            | 7            | 28     | 13     | 15     |

G = partite giocate; V = partite vinte; P = partite perse

### Statistiche dei giocatori
| Giocatore      | Voleybol 1. Ligi | Voleybol 1. Ligi | Voleybol 1. Ligi | Voleybol 1. Ligi | Voleybol 1. Ligi | Totale | Totale | Totale | Totale | Totale |
| Giocatore      | P                | PT               | AV               | MV               | BV               | P      | PT     | AV     | MV     | BV     |
| -------------- | ---------------- | ---------------- | ---------------- | ---------------- | ---------------- | ------ | ------ | ------ | ------ | ------ |
| T. Atıcı       | 24               | 11               | 1                | 0                | 10               | 24     | 11     | 1      | 0      | 10     |
| D. Çayırgan    | 28               | 0                | 0                | 0                | 0                | 28     | 0      | 0      | 0      | 0      |
| E. Ceylan      | 25               | 75               | 57               | 6                | 12               | 25     | 75     | 57     | 6      | 12     |
| D. Düzceler    | 28               | 41               | 4                | 6                | 31               | 28     | 41     | 4      | 6      | 31     |
| C. Erol        | 25               | 29               | 23               | 6                | 0                | 25     | 29     | 23     | 6      | 0      |
| N. Gaffaroğlu  | 2                | 1                | 1                | 0                | 0                | 2      | 1      | 1      | 0      | 0      |
| C. Kestirengöz | 28               | 317              | 250              | 45               | 22               | 28     | 317    | 250    | 45     | 22     |
| H. Korkut      | 18               | 76               | 37               | 27               | 12               | 18     | 76     | 37     | 27     | 12     |
| G. Rucker      | 28               | 271              | 163              | 80               | 28               | 28     | 271    | 163    | 80     | 28     |
| W. Salas       | 27               | 452              | 394              | 24               | 34               | 27     | 452    | 394    | 24     | 34     |
| A. Starčević   | 25               | 321              | 273              | 25               | 23               | 25     | 321    | 273    | 25     | 23     |
| S. Uygur       | 24               | 104              | 67               | 21               | 16               | 24     | 104    | 67     | 21     | 16     |
| Ş. Yetimoğlu   | 18               | 4                | 1                | 0                | 3                | 18     | 4      | 1      | 0      | 3      |

P = presenze; PT = punti totali; AV = attacchi vincenti; MV = muri vincenti; BV = battute vincenti